# Termes de l'échange
 (février 2010).
Les termes de l'échange désignent, en économie, le pouvoir d'achat de biens et services importés qu'un pays détient grâce à ses exportations. L'indice des termes de l'échange le plus courant mesure le rapport entre les prix des exportations et les prix des importations. Une augmentation de cet indice correspond à une amélioration des termes de l'échange : par exemple, un pays vend plus cher ses exportations pour un prix à l'importation constant. Inversement, une diminution de l'indice correspond à une dégradation des termes de l'échange.
L'évolution des termes de l'échange ne détermine pas seule l'évolution de la balance commerciale, qui reflète à la fois des prix et des volumes.

## Concept
La théorie des termes de l'échange est esquissée par Thomas Malthus, puis développée par Robert Torrens, James Pennington, Samuel Longfield, Nassau Senior et John Stuart Mill. Elle est un élément essentiel pour déterminer l'intérêt de la réciprocité en politique commerciale internationale.
Le principe de l'avantage comparatif énoncé par David Ricardo et Robert Torrens ne permet pas de déterminer à lui seul les prix et les quantités de biens échangés. Ricardo considère que ces rapports sont exogènes ; Torrens au contraire estime qu'ils sont endogènes et cherche à déterminer sous quelles conditions ils peuvent être manipulés. Cela conduit Torrens à formuler la théorie du droit de douane optimal : lorsqu'un pays est « gros » et qu'il peut dicter le prix de ses exportations, il a la possibilité de manipuler ce prix (en imposant un droit de douane) pour maximiser ses termes de l'échange.
Samuel Longfield indique en 1835 comment les termes de l'échange peuvent varier en fonction de la demande en importation d'un pays.
James Pennington montre en 1840 que le domaine de variation des termes de l'échange est borné par les rapports entre les coûts relatifs de production qui servent à calculer l'avantage comparatif : dans le cas limite, un des deux pays voit tous ses gains à l'échange confisqués par l'autre.
Les termes de l'échange permettent de mettre en lumière le pouvoir d'achat d'un pays par rapport à ses exportations et importations. Les biens échangés contiennent un pouvoir d'achat incorporé car ils représentent une valeur produite par l'économie ou une valeur qui sort de l'économie.

## Mesures
Le rapport entre indices des prix est également appelé termes nets de l'échange.
Il existe termes bruts de l'échange, qui sont le rapport entre le volume des importations et le volume des exportations. De même, une augmentation de cet indice correspond à une amélioration des termes de l'échange : un pays est obligé de produire un volume plus petit pour recevoir un volume égal.

## Calcul des termes de l'échange

### Modèle à deux biens et deux pays
Dans le cas simplifié de deux pays et de deux biens, les termes de l'échange sont définis comme le ratio du prix que l'un des pays reçoit pour son bien exporté, avec celui du prix qu'il paye pour le bien qu'il importe de l'autre pays.
Dans ce cas, les importations d'un pays sont par définition égales aux exportations de l'autre.
Par exemple, si un pays exporte à un prix de 100 euros un produit en échange de 50 euros pour un produit importé, les termes de l'échange pour ce pays sont 100/50 = 2. Les termes de l'autre pays sont 50/100 = 1/2.
Si, l'année suivante, et à volumes identiques, il exporte à un prix de 110 euros en échange de 51 euros, les nouveaux termes sont 110/51 = 2,16 ; les termes de l'échange ont ainsi augmenté de 8 %.

### Modèle général
Dans le cas plus réaliste de plusieurs pays échangeant plusieurs marchandises, les termes de l'échange sont généralement calculés en utilisant l'indice de Laspeyres.
Le calcul des termes de l'échange pour un pays sera le ratio de l'indice de Laspeyres des exportations par l'indice de Laspeyres des importations.
On a donc :
{\displaystyle \tau ^{c}=I_{x}^{c}/I_{m}^{c}},
avec :
{\displaystyle \tau ^{c}=\,} termes de l'échange (période courante (c)),
{\displaystyle I_{x}^{c}=} indice de Laspeyres des prix à l'exportation (période courante (c)), et
{\displaystyle I_{m}^{c}=} indice de Laspeyres des prix à l'importation (période courante (c)) ;
c'est-à-dire :
{\displaystyle \tau ^{c}={{p_{x}^{c}\,q_{x}^{0}} \over {p_{x}^{0}\,q_{x}^{0}}}\left/{{p_{m}^{c}\,q_{m}^{0}} \over {p_{m}^{0}\,q_{m}^{0}}}\right.},
avec :
{\displaystyle p_{x}^{c}=} prix des exportations (période courante (c)),
{\displaystyle q_{x}^{0}=} quantité des exportations (période de base (0)),
{\displaystyle p_{x}^{0}=} prix des exportations (0),
{\displaystyle p_{m}^{c}=} prix des importations (c),
{\displaystyle q_{m}^{0}=} quantité des importations (0), et
{\displaystyle p_{m}^{0}=} prix des importations (0).
Avec une table de comparaison, on pourra analyser l'évolution des termes de l'échange.

## Déterminants des termes de l'échange
Les facteurs susceptibles de faire varier les termes de l'échange comprennent :
- les préférences des pays, leur évolution, et l'incertitude sur ces préférences ;
- la rareté et les caractéristiques des biens échangés (qualité, valeur apparente, etc.) ;
- les coûts de production ;
- les taux de change et les droits de douane.

Par exemple, un pays qui détient un bien rare et recherché peut s'attendre à des termes favorables.

## Termes de l'échange et balance commerciale
La relation entre une variation des termes de l'échange et l'évolution de la balance commerciale est indécidable a priori, et dépend largement de l'élasticité de la demande à court terme puis à long terme.
Empiriquement, on constate en général qu'une dégradation des termes de l'échange s'accompagne dans un premier temps d'une dégradation du solde de la balance commerciale, puis dans un second temps d'une amélioration du solde ; cette évolution en deux temps est connue sous le nom de « courbe en J ».